# Хелена фон Мекленбург-Щрелиц
Хелена Мария Александра Елизабет Августа Катерина фон Мекленбург-Щрелиц (на немски: Helene Herzogin von Mecklenburg-Strelitz; Helene Marie Alexandra Elisabeth Auguste Katherine; * 16 януари 1857 в Санкт Петербург; † 28 август 1936 в Ремплин (част от Малхин), Мекленбург) е херцогиня от Мекленбург-Щрелиц и чрез женитба принцеса на Саксония-Алтенбург (1891 – 1902).
Тя е дъщеря на херцог Георг фон Мекленбург-Щрелиц (1824 – 1876) и руската велика княгиня Екатерина Михайловна Романова (1827 – 1894), която е внучка на император Павел I и София Доротея Вюртембергска. По баща е внучка на великия херцог на Мекленбург-Щрелиц, Георг Фридрих (1779 – 1860).
Хелена фон Мекленбург се омъжва на 13 декември 1891 г. в двореца Ремплин за принц Алберт фон Саксония-Алтенбург (* 14 април 1843; † 22 май 1902), който е баща на две дъщери, син на принц Едуард фон Саксония-Алтенбург (1804 – 1852) и втората му съпруга принцеса Луиза Каролина Ройс-Грайц (1822 – 1875). Тя е втората му съпруга. Бракът е бездетен.
Те живеят първо в Берлин и Санкт Петербург и през 1896 г. напускат Берлин, заради с кайзер Вилхелм II. Те се местят в имението Кухелмис, купено през 1896 г. от нейния съпруг, където той умира през 1902 г.
Хелена отива в Санкт Петербург и живее заедно с брат ѝ Карл Михаел (1863 – 1934) и фамилията на умрелия през 1909 г. ѝ брат Георг Александер (1859 – 1909). През 1917 г. тя бяга от Руската революция първо в Кавказ и през Франция и Дания в Ремплин, където живее първо с племенника си херцог Георг фон Мекленбург (1899 – 1963). От 1930 г. при тях живее и брат и ̀Карл Михаел.
Тя умира на 28 август 1936 г. на 79 години в Ремплин, Германия. Погребана е до брат си Карл Михаел.
Нейната частна библиотека отива след революцията в Руската академия на науките.